# Пикник

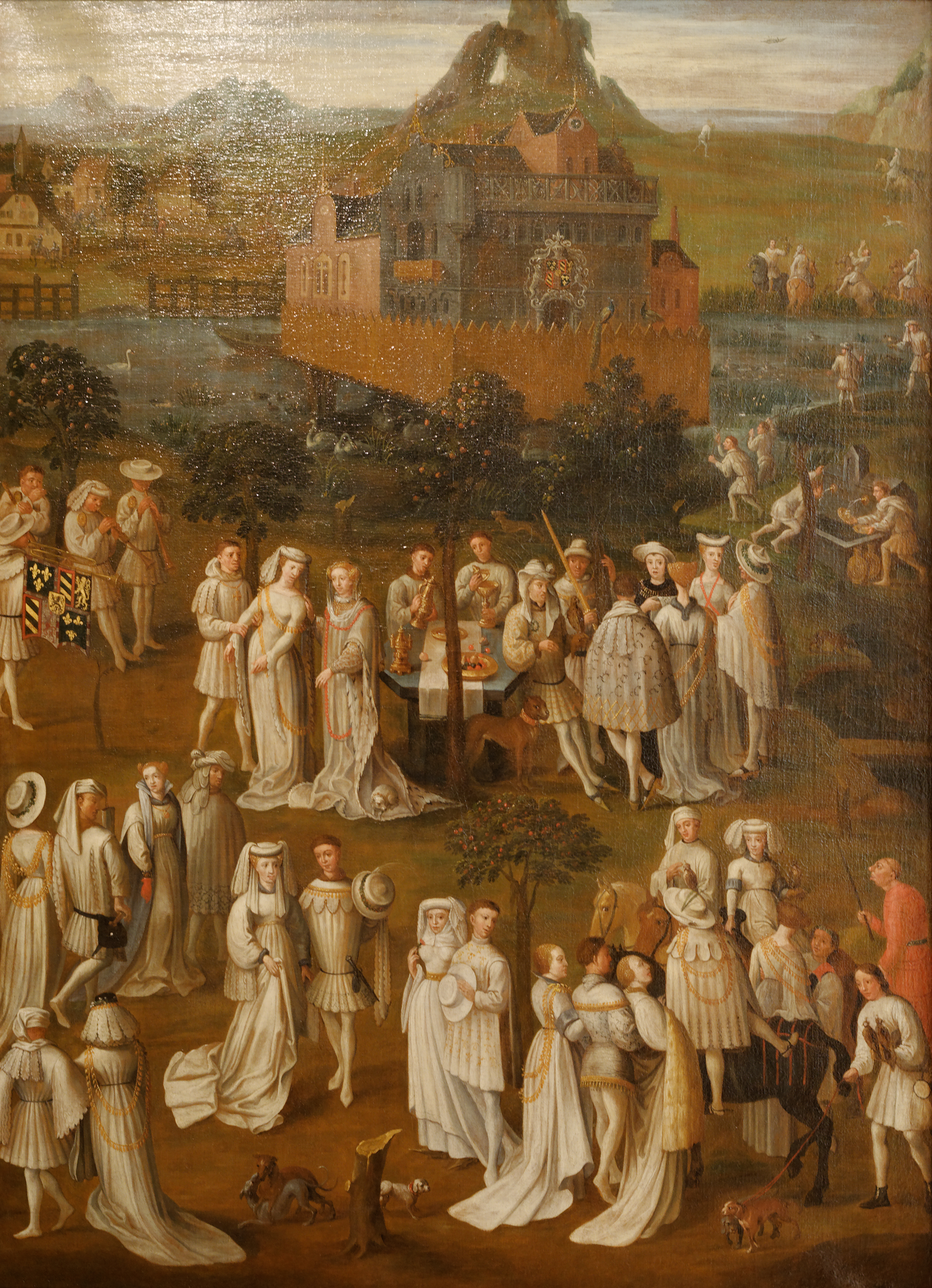
Ян ван Эйк. «Загородный пикник Бургундского двора», 1431 г.

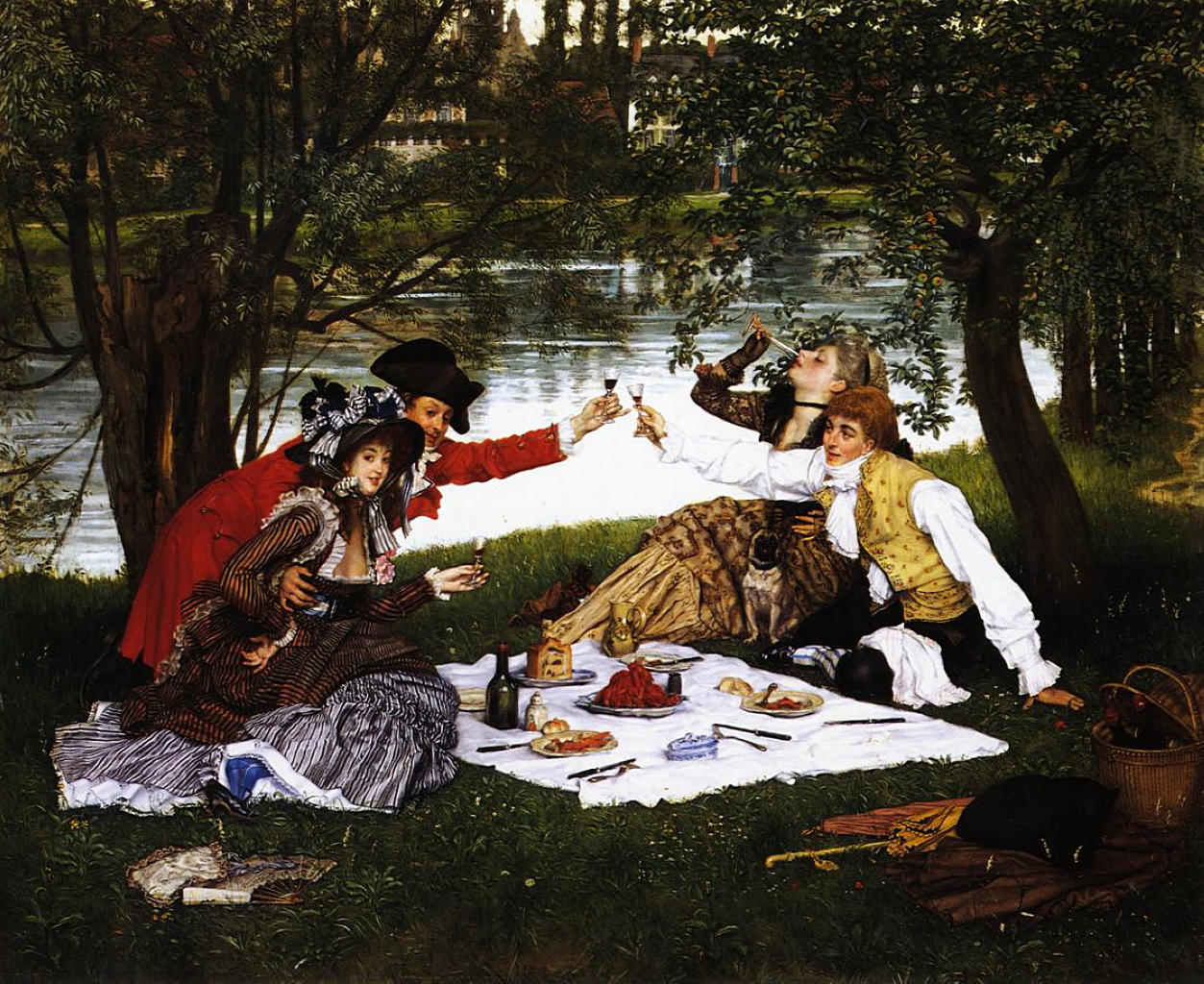
Джеймс Тиссо. «Обед вчетвером», 1870 г.

Пикни́к (фр. pique-nique) — в современном понимании трапеза на природе, устраиваемая на траве на открытом воздухе в местах с красивыми пейзажами — сад, парк, берег озера, пляж или лес — и, как правило, летом. Также устраивается во время общественных мероприятий, например, просмотров фильмов под открытым небом.

## Происхождение слова
Происходит от французского глагола pique-niquer, зародившегося во французском просторечии XVII века, хотя практика еды на траве существовала всегда. Говорилось «устроить обед типа поклевать-чего» (faire un repas à pique-nique), то есть совместную еду в складчину, когда каждый приносит что-либо поесть. Глагол piquer, значащий «поклевать, мало есть», наводил на сравнение с птицами. Термин nique, или в иной орфографии nic, называл нечто малозначащее. Устроить пикник (faire un pique-nique) — обозначало приём пищи, менее привычный, чем обед за столом.
Французское слово «picnic» было позаимствовано англичанами, прежде чем вернуться во Францию в середине XVIII века.